# Emilio Naudin
Emilio Naudin (Parma, 23 d'octubre de 1823 - Bolonya, 5 de maig de 1890) va ser un tenor italià d'ascendència francesa.
Va començar estudiant medicina a Parma, però després es va traslladar a Milà per estudiar cant amb Giacomo Panizza. Va debutar el 1843 a Cremona amb Saffo, de Pacini i tot seguit va començar una carrera pels principals escenaris d'Itàlia (particularment a Roma i Gènova), en la qual va tenir gran èxit cantant els rols de Verdi. El 1857 va cantar al Teatro Real de Madrid el 1857. L'any següent va debutar a Londres, on cantaria habitualment a tots els teatres de la ciutat, particularment al Covent Garden, on va estar contractat entre 1863 i 1872. A París va cantar des de 1862, on va destacar a Lucia di Lammermoor, Lucrezia Borgia, Rigoletto i Così fan tutte.
A l'Òpera de París va cantar en l'estrena, el 1865, de L'Africaine, de Meyerbeer. Sembla que Meyerbeer, que havia mort abans de l'estrena de l'obra, havia deixat establert en el seu testament que Naudin havia d'estrenar el paper de Vasco de Gamma en la seva última òpera. Després d'aquest esdeveniment, pel qual va cobrar una astronòmica suma per l'època, Naudin va romandre contractat per l'Òpera de París durant dos anys més. Va cantar diverses temporades al Gran Teatre del Liceu de Barcelona. Al final de la seva carrera es va iniciar en el cant wagnerià, cantant Lohengrin (en italià) en diversos teatres d'Anglaterra (encara que no a Londres) i Tannhäuser a Moscou.
Se'l va admirar per la potència penetrant de la seva veu i la seva gran musicalitat, a més de la seva elegant aparença a l'escenari, encara que sembla que era un actor mediocre. Va abandonar la seva carrera a causa d'una paràlisi progressiva, que finalment el va portar a la mort.